# Мельницы Господни

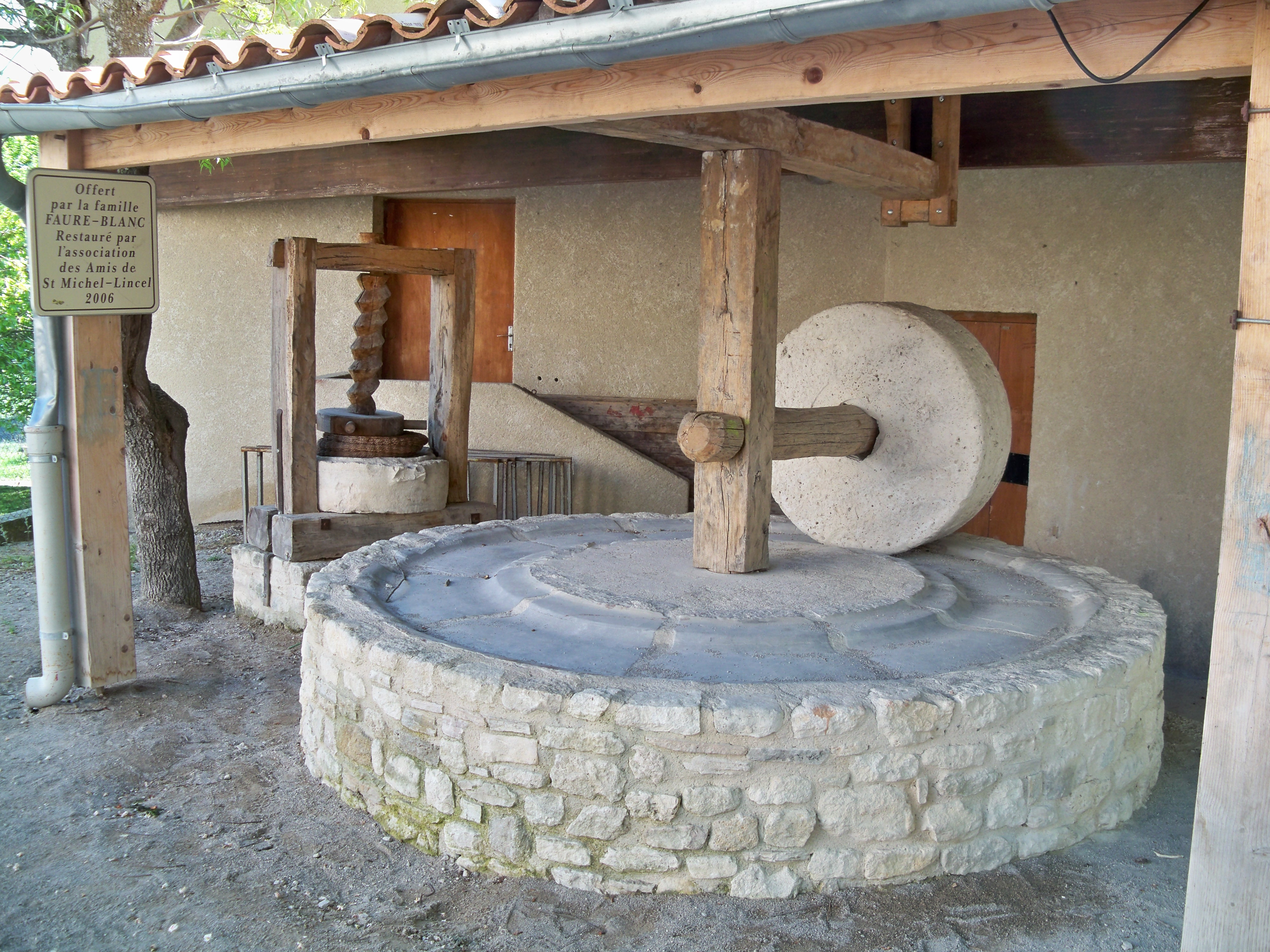
Античные жернова для помола и выжимки отличались примитивной конструкцией и изготавливались из тяжелых камней

«Мельницы (жернова́) Господни мелют медленно, но верно (неумолимо)» — крылатое выражение, означающее неотвратимость Судьбы.

## История
В английской культуре выражение получило широкое распространение благодаря стихотворению Г. У. Лонгфелло «Воздаяние» (англ. Retribution) из цикла двустиший «Поэтические афоризмы» (англ. Poetic Aphorisms), впервые появившегося в авторском сборнике поэта «Башня в Брюгге и другие стихотворения» (англ. The Belfry of Bruges and Other Poems; 1845):
 Though the mills of God grind slowly, yet they grind exceeding small;

 Though with patience he stands waiting, with exactness grinds he all.
Известны современные переводы этого стихотворения на русский язык, разбивающие две длинные строки на несколько:
 Мельница Бога

 Очень хороша.

 Мельница Бога

 Мелет не спеша.

 Медленно, но верно

 Ходит колесо.

 Будет перемелено

 Абсолютно всё.

 Перевод Якова Фельдмана
 Медлят жернова Господни,

 Да мелка идёт мука;

 Велико Его терпенье,

 Но тверда Его рука.

 Перевод Аркадия Кабалкина
В первоиздании Лонгфелло происхождение именно этого двустишия никак не комментировалось, но уже в XIX веке было известно, что оно представляет собой перевод двустишия немецкого эпиграммиста и поэта XVII века Фридриха фон Логау «Господне возмездие» (нем. Göttliche Rache) из вышедшей в 1654 году книги «Немецкие эпиграммы, три тысячи» (нем. Deutscher Sinngedichte drei Tausend):
 Gottes Mühlen mahlen langsam, mahlen aber trefflich klein.

 Ob aus Langmut er sich säumet, bringt mit Schärf' er alles ein.
(М. И. Михельсон даёт подстрочный перевод: «Божьи мельницы тихо мелют, но отлично мелко. / Хоть, по долготерпенью, медлит, Он строгостью всё возмещает».)
В то же время одновременно с Логау Джордж Херберт включает фразу «Божья мельница мелет медленно, но наверняка» (англ. God’s Mill grinds slow, but sure) в свой сборник пословиц и поговорок мира «Дротики мудрости» (лат. Jacula Prudentum; 1652).
Первоисточником для Логау и Херберта должен был послужить один стих из книги древнегреческого философа-скептика Секста Эмпирика «Против учёных» (лат. Adversus Mathematicos): греч. Οψε θεων αλεουσι μύλοι , αλεουσι δε λεπτά (имели хождение латинские переводы: Est mola tarda Diis, verum molit illa minutim или Sero molunt deorum molae, molunt autem tenuiter) — философ цитирует эту строчку в качестве гномы, народной мудрости: «следующим образом говорится в народе: Божьи не сразу трут жернова, но трут они мелко».
Возможно, на тот же источник опирался Плутарх в «Почему божество медлит с воздаянием» (Περὶ τῶν ὑπὀ τοῦ θείου βραδέως τιμωρουμένων), впрочем, полемизируя с ним:

…та Правда, которая у Эврипида «ступает молча и неспешно», бывает окольной и запоздалой, а поэтому представляется скорее случайностью, чем божеским провидением. Поэтому я не вижу, какой толк говорить, что «мельницы богов мелют медленно»: это лишь затемняет справедливость и позволяет угаснуть страху за совершенные преступления (Itaque non video, quid nam utilitatis insit, istis Deorum molis, quae sero dicuntur molere / ὥστε οὐχ ὁρῶ τι χρήσιμον ἔνεστι, τοῖς ὀψὲ δὴ τούτοις ἀλεῖν λεγομένοις μύλοις τῶν θεῶν.) — (Пер. Л. А. Ельницкий).

## Использование в культуре
- Идиома широко использовалась самыми разными авторами, в том числе в романе Сомерсета Моэма «Луна и грош», повести Агаты Кристи «Рождество Эркюля Пуаро», у Андре Моруа, Ярослава Гашека и т. п.
- Дон-Аминадо в своей книге «Поезд на третьем пути», путая источник, говорит: «Ибо „Поздно мелют мельницы богов“, и бессмертные боги имеют обыкновение, чем сильнее хотят они наказать род человеческий за всяческие преступления его, тем дольше длят они безнаказанный праздник; чтобы из внезапной перемены вещей и обстоятельств ещё страшнее и неожиданнее разразилась олимпийская кара. А выгравировано это на латинской меди — в „Записках Цезаря о Галльской войне“».
- Сидни Шелдон. Детективный роман «Мельницы богов» и его одноимённая экранизация.
- Ремарк в романе «Возлюби ближнего своего» вкладывает эту фразу в уста одного из второстепенных антагонистов, швейцарского нациста Аммерса, который преследует беженцев из гитлеровской Германии, блуждающих в поисках пристанища по всей Европе.